# معاملات الشركات

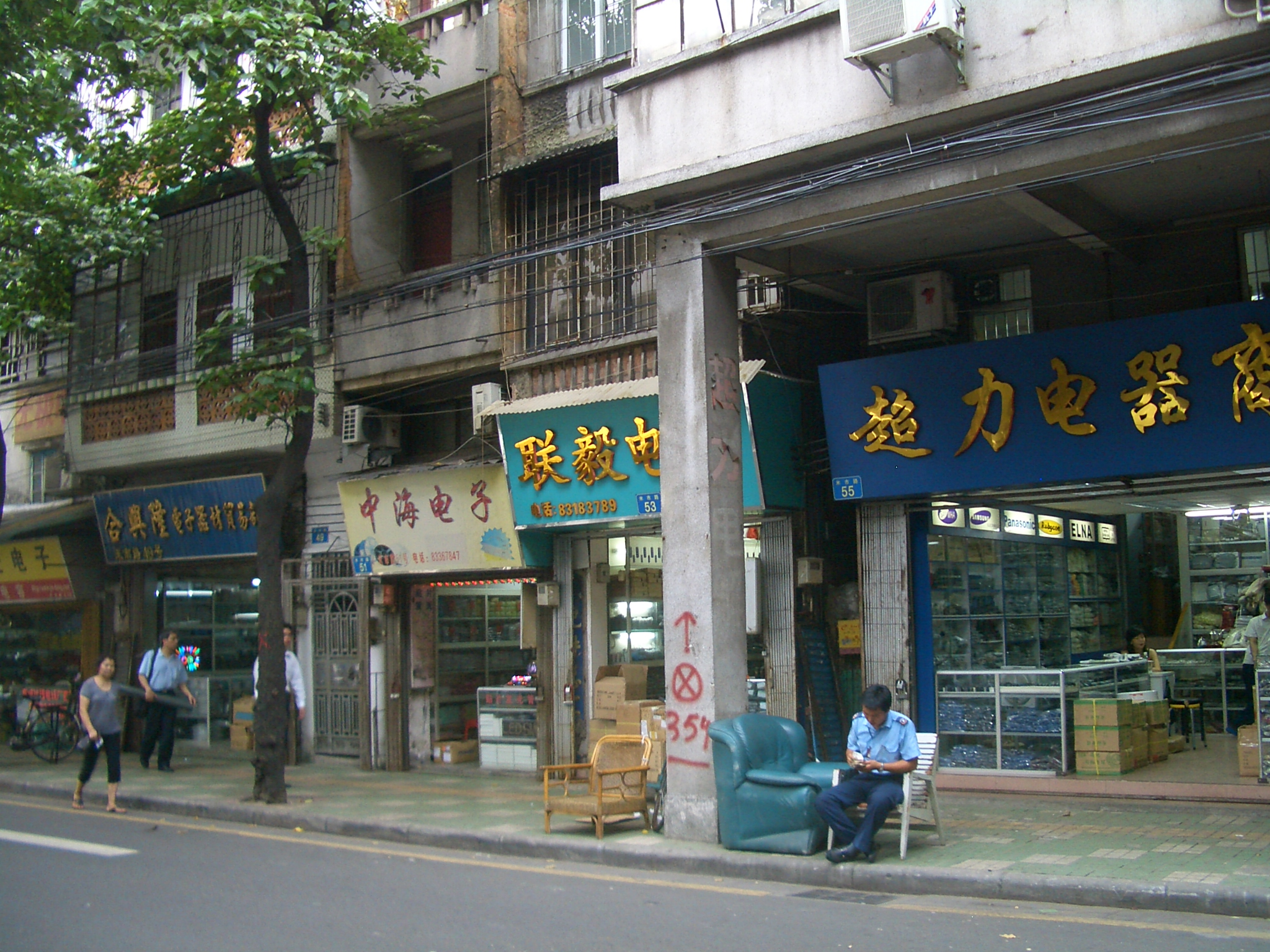

معاملات الشركات (بالإنجليزية: Business-to-Business أو B2B) هي تبادل بين الأعمال التجارية كالتبادل بين الصناع وتجار الجملة أو التبادل بين تجار الجملة وتجار التجزئة أو التبادل التجاري بين شركة وأخرى. وخلافها معاملات الشركات والعملاء (B2C).

## بدايتها
لما وصل الإنترنت لسوق العمل الخاص للتجارة بين المنشآت وتم بناء البنية التحتية، الشركات المهتمة والبيئة الاقتصادية القوية، تأثير الإنترنت على الأعمال التجارية بين المنشات أخذ يتزايد في جميع أنحاء العالم، حيث أن 80 % من الصفقات التي تتم عبر شبكة الإنترنت تكون صفقات للأعمال التجارية بين المنشات، هناك العديد من الدول تستخدم التجارة الإلكترونية بين الشركات والعملاء B2C ولكن في الآونة الأخيرة، تحول التركيز في التجارة الإلكترونية من التجارة بين المنشأة والمستهلك B2C إلى الاستخدام الفعال لأدوات التجارة الإلكترونية لجعل العمليات التجارية والعلاقات B2B أكثر كفاءة.
مع الموجة الهائلة من التكنولوجيا ودخول الإنترنت في جميع الأعمال التجارية، يحتاج أصحاب الأعمال التجارية بين المنشات إلى توضيح المزايا الفعالة لجعلهم ينتقلون إلى التجارة الإلكترونية عن طريق الإنترنت، من هذه المزايا أنه بالتجارة الإلكترونية يمكن أن يدار المخزون بصورة أكثر كفاءة، والتعديلات يمكن أن تنفذ في غضون دقائق بعد طلب العميل، وطبعا حفظ المال والوقت أهم ميزة لجذب الانتباه إلى هذه التكنولوجيا الجديدة.
في بداية عام 2000، استأثرت الأسواق الراعية للصناعة على نسبة ضئيلة من معاملات التجارة الإلكترونية بين المنشآت، والسبب الرئيسي هو أن الأسواق قد واجهت صعوبة في إقناع المشترين والبائعين على استخدامها، من أجل شي ء واحد وهو أن الشركات تتردد في الانضمام إلى هذه الأسواق لأنها لا تريد أن تكشف عن معلومات خاصة على الموقع المشترك بينها وبين المنافسين. هذه الشركات تخشى من أنها سوف تعطي الكثير من المعلومات حول استراتيجياتها التنافسية ببساطة من خلال المشاركة في مثل هذه السوق.

## نماذج الأعمال للتجارة بين الشركات
1. سوق الشبكة: وينقسم إلى أربعة أقسام:
  1. الموزع الإلكتروني : هي الشركة التي توزع السلع والخدمات مباشرة للأعمال التجارية الفردية.
  2. المشتريات الإلكترونية: تصنع وتبيع الفرص للوصول إلى الأسواق الإلكترونية الرقمية.
  3. التبادل: سوق رقمي إلكتروني مستقل حيث أن الموردين والمشترين يمكن لهم إجراء المعاملات التجارية من خلاله.
  4. اتحاد الصناعة: سوق صناعة يخدم صناعات محددة.
2. شبكة الصناعة الخاصة: وله قسمان:
  1. شركة واحده:شركة تملك شبكة لتنسيق التوريد مع مجموعة محدودة من الشركاء.
  2. الصناعة الواسعة: شركة تملك شبكة لوضع معايير وتنسيق الإمدادات للصناعة.

التبادل exchange هو الموقع الذي يستضيف الشركات التي ترغب في البيع والشراء مع بعضها البعض، هذه الشركات تستفيد من التكنولوجيا والقدرة على تخصيص وتبسيط العمليات، وهناك معلومات عامة تكون مشتركة بين مواقع التبادل، هذه المواقع تخدم احتياجات الشركات المصنعة وغيرها من أنواع الشركات، يعتمد التبادل أساسا على فتح قناة اتصال رقمية بين طرفين. والطريقة الوحيدة التي يصبح فيها التبادل التجاري عبر الإنترنت حقيقة واقعة هو من خلال التبادل المادي لبيانات الشركات بصورة إلكترونية، ويجب توافر بنية تحتية مشتركة لنجاح عمليات التبادل التجاري الإلكترونية بين الشركات عبر الإنترنت.
هناك عاملين أساسيين لنجاح أي تبادل تجاري إلكتروني على الإنترنت، هما التكامل المتناهي لعملية التبادل والشفافية، والمقصود بالتكامل المتناهي لعملية التبادل الإلكترونية، هو أن تتم تماما من خلال التفاعل الثنائي بين الأنظمة الموجودة في كل من الشركات التي تقوم بهذه العملية على الإنترنت، أما المقصود بالشفافية، فهو أن تصبح أنظمة الشركات التي تمارس نشاطاتها التجارية إلكترونيا عبر الإنترنت وكأنها جزء من أنظمة الشركات الأخرى التي يجري معها التكامل.

## مزايا التجارة الإلكترونية
تقدم التجارة الإلكترونية العديد من المزايا التي يمكن أن تستفيد منها الشركات بشكل كبير مثل:
1. التواصل الفعال مع الشركاء والعملاء: التجارة الإلكترونية بين المنشات تساعد على إزالة الحواجز التي أثارها التجزؤ الجغرافي للسوق، حيث أن المشترين يتعرفون على بائعين جدد مع منتجات أفضل، في حين الموردين يكتشفون مشترين جدد.
2. كما تساعد على عدم تراكم البضاعة في المخازن، فنقص المعلومات عن البضائع تؤدي إلى تراكمها بالنسبة للبائعين وبهذا النوع من التجارة يتم تدفق

المعلومات بصورة أفضل.
1. تسويق أكثر فعالية، وأرباح أكثر: إن اعتماد الشركات على الإنترنت في التسويق، يتيح لها عرض منتجاتها وخدماتها في مختلف أنحاء العالم مما يوفِّر لهذه الشركات فرصة أكبر لجني الأرباح، إضافة إلى وصولها إلى المزيد من الزبائن.
2. تخفيض مصاريف الشركات: تعد عملية إعداد وصيانة مواقع التجارة الإلكترونية على الويب أكثر اقتصادية من بناء أسواق التجزئة أو صيانة المكاتب. ولا تحتاج الشركات إلى الإنفاق الكبير على الأمور الترويجية، أو تركيب تجهيزات باهظة الثمن تُستخدَم في خدمة الزبائن. ولا تبدو هناك حاجة في الشركة لاستخدام عدد كبير من الموظفين.
3. انخفاض تكاليف البحث على المشترين.
4. تحسين المرونة الإنتاجية من خلال ضمان تسليم قطع فقط في الوقت المناسب.
5. تحسين جودة المنتجات وإيجاد قدر أكبر من شفافية الأسعار وتوفر خصائص ميزة المحرك الأول.

## السوق الافتراضي للتجارة الالكترونية
السوق الافتراضي هو سوق على الإنترنت يمكن للجميع الدخول إليه وبيع منتجاتهم وعرضها للزبائن أو التسوق ومطالعة الجديد في المتاجر العالمية والمحلية ومعرفة آخر المعروضات.

## الأمثلة
- شركة AlmondEx للألماس أسست عام 2000
- شركة Altra Energy للنفط أسست عام 1996

ومن الأمثلة المحلية:
- المجلس السعودي لغرف التجارة والصناعة (السعودية CSCCI) انتقلت لمعالجة الوثائق عبر الإنترنت.
- شركة ارامكو السعودية أيضا انتقلت للبحث عن موردي النفط العمالة عن طريق الشبكة.
- مؤسسة النقد العربي السعودي (ساما) قامت بتجربة نظام الدفع عبر الإنترنت لعملاء التجارة الإلكترونية بين الشركات باستخدام تقنية SWIFT لجمعية الاتصالات السلكية واللاسلكية المالية العالمية بين البنوك.
- شركة (تجاري) التي وصلت حديثا إلى المملكة العربية السعودية.